# Georges Cuvier
Georges Leopold Chretien Frédéric Dagobert Cuvier (Montbéliard, 23 agosto 1769 – Parigi, 13 maggio 1832) è stato un biologo e naturalista francese.

## Biografia
Nacque in Borgogna nel piccolo stato protestante della Contea di Montbéliard (in tedesco Mömpelgard), che all'epoca era unito alla corona del Ducato di Württemberg (Germania), con il nome di Georg Kuefer. Suo padre, Jean-Georges Cuvier (1715-1795), era un ufficiale in congedo a stipendio ridotto appartenente a una famiglia protestante (luterana) che era emigrata dai monti del Giura, sul confine franco-svizzero, a causa delle persecuzioni religiose.
Fin da giovane dimostrò una discreta inclinazione verso l'investigazione dei fenomeni naturali, facendosi notare per il suo attaccamento allo studio e la sua notevole memoria.
Dopo aver trascorso quattro anni alla Accademia di Stoccarda studiando e laureandosi in Scienze biologiche, accettò l'incarico di tutore presso la famiglia del Conte d'Héricy, che aveva l'abitudine di trascorrere l'estate vicino a Fécamp. In quell'occasione fece amicizia con H. A. Tessier, di professione agricoltore, che a quell'epoca viveva a Fécamp e che promosse strenuamente il suo nuovo protetto presso i propri amici a Parigi.
Il risultato di questo appoggio fu che Cuvier, dopo un periodo di corrispondenza con il noto naturalista Étienne Geoffroy Saint-Hilaire, venne nominato nel 1795 assistente del professore di anatomia comparata al Muséum National d'Histoire Naturelle di Parigi. Nello stesso anno venne fondato l'Institut de France e Cuvier ne venne eletto membro.
Nel 1796, iniziò ad insegnare all'École Centrale du Pantheon e, in occasione dell'inaugurazione dell'Institut de France nell'aprile dello stesso anno, lesse in pubblico il suo primo saggio di paleontologia, che fu in seguito pubblicato, nel 1800, con il titolo Mémoires sur les espèces d'éléphants vivants et fossiles.
Nel 1798, venne pubblicato il suo primo lavoro come autore, il Tableau élémentaire de l'Histoire naturelle des animaux, un compendio del suo corso di lezioni alla École du Pantheon, che può essere considerato come il fondamento e la prima esposizione della sua classificazione scientifica del regno animale.

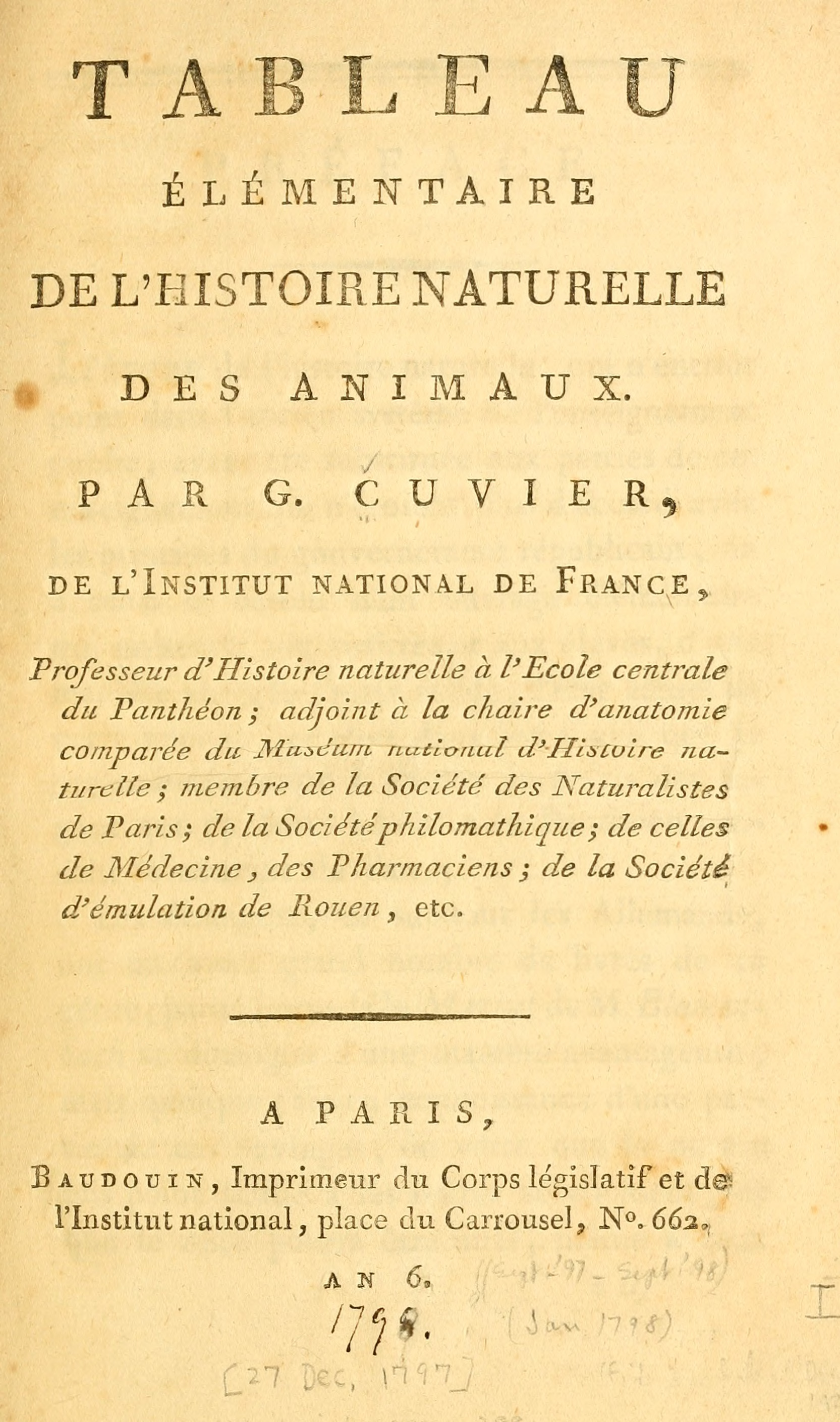
Tableau élémentaire de l'histoire naturelle des animaux, 1797

Nel 1799, subentrò a L. J. M. Daubenton come professore di storia naturale nel Collège de France e, l'anno successivo, pubblicò le Leçons d'anatomie comparée, divenuto poi un classico dell'anatomia comparata. Nella sua realizzazione venne assistito da André Marie Constant Duméril nei primi due volumi, e da Georges Louis Duvernoy nei successivi tre.
Nel 1802, Cuvier divenne professore titolare al Jardin des Plantes, e lo stesso anno venne nominato commissario dell'Institut de France per accompagnare gli ispettori generali della pubblica istruzione. Con questa carica visitò il sud della Francia; ma, all'inizio del 1803, venne nominato segretario a vita dell'Institut de France nel dipartimento delle scienze fisiche e biologiche, e, pertanto, dovette abbandonare l'incarico di commissario e rientrare a Parigi.
Da questo momento in avanti si dedicò specialmente a tre settori di ricerca: il primo riguardante la struttura e la classificazione dei Molluschi, il secondo l'anatomia comparata e la classificazione sistematica dei Pesci e il terzo i fossili di Mammiferi e Rettili. Si occupò secondariamente anche dell'osteologia delle forme viventi facenti parte degli stessi gruppi.
Iniziò a scrivere saggi sui Molluschi fin dal 1792, ma la maggior parte dei suoi lavori su questo argomento vennero pubblicati negli Annales du museum tra il 1802 e il 1815; essi vennero in seguito raccolti nelle Mémoires pour l'ervir de l'histoire et a l'anatomie des mollusques, pubblicate in un unico volume a Parigi nel 1817.
Per quanto riguarda i Pesci, le ricerche di Cuvier in collaborazione con Achille Valenciennes, iniziate nel 1801, culminarono nella pubblicazione tra il 1828 e il 1831, della Histoire naturelle des poissons, contenente le descrizioni di 5000 specie di pesci.
Per quanto concerne le ricerche sulla paleontologia dei Mammiferi, si può tranquillamente affermare che essa venne praticamente creata e definita da Cuvier.
Egli pubblicò un gran numero di scritti concernenti questo settore di ricerca: parte di essi riguardava l'analisi delle ossa di animali estinti, altra parte descriveva i risultati di osservazioni di scheletri di animali viventi, esaminati soprattutto nell'ottica di fare luce sulle affinità strutturali con le forme fossili.
Nel secondo gruppo di scritti va sicuramente collocato un buon numero di trattati sull'osteologia del Rhinoceros indicus, del tapiro, dell'Hyrax capensis, dell'ippopotamo, del bradipo, del lamantino, ecc.
Al primo gruppo va ascritto un numero persino maggiore di saggi riguardanti i mammiferi estinti ritrovati negli strati dell'Eocene di Montmartre, le specie fossili di ippopotamo, il Didelphys gypsorum, il Megalonyx, il Megatherium, la iena delle caverne, lo pterodattilo, il Palaeotherium, le specie estinte di rinoceronte, l'orso delle caverne, il mastodonte, le specie estinte di elefante, le specie fossili di lamantino e di foca, le forme fossili di coccodrilli, cheloni, pesci, uccelli, ecc.
I risultati delle principali ricerche paleontologiche e geologiche di Cuvier vennero alla fine resi pubblici in due opere distinte. La prima è la celebrata Recherches sur les ossements fossiles de quadrupedes, pubblicata a Parigi nel 1812, con edizioni successive nel 1821 e nel 1825; la seconda è il suo Discours sur les revolutions de la surface du globe, pubblicato a Parigi nel 1825.
Ma nessuna delle sue opere ottenne un così alto riconoscimento come il suo Regne animal distribué d'après son organisation, la cui prima edizione fu pubblicata in quattro volumi in ottavo nel 1817, la seconda in cinque volumi tra il 1829 e il 1830. In questo lavoro Cuvier raccolse i risultati di tutte le sue precedenti ricerche sulla struttura degli animali viventi ed estinti. Tutta l'attività di ricerca è ascrivibile allo stesso Cuvier, ad eccezione della parte sugli Insetti, dove fu assistito dall'amico Pierre André Latreille.

Nel 1821, Cuvier fece ciò che poi venne definito il suo "Dictum temerario": egli affermò che molto probabilmente non sarebbero più state scoperte nuove specie di animali. Invece molte scoperte di questo tipo sono state effettuate dall'affermazione di Cuvier ad oggi.
Oltre alle sue attività di ricerca nel campo della zoologia e della paleontologia, Cuvier lavorò molto come segretario a vita dell'Institut de France e, in generale, come ufficiale legato alla educazione pubblica; molto del suo lavoro venne in seguito pubblicato. In conseguenza di ciò, nel 1808, egli venne incaricato da Napoleone Bonaparte di dirigere il consiglio della Università Imperiale e, con questo ruolo, presiedette (negli anni 1809, 1811 e 1813) alcune commissioni incaricate di esaminare lo stato delle strutture educative di alto livello nei distretti al di là delle Alpi e del Reno che erano stati annessi alla Francia, e di riferire circa la loro possibile affiliazione all'università centrale.
Cuvier pubblicò tre rapporti distinti su questo argomento.
Sempre come segretario a vita dell'Institut de France, egli non soltanto elaborò un discreto numero di éloges historiques sui membri deceduti dell'Accademia delle Scienze di Parigi, ma fu anche autore di alcuni resoconti sulla storia della fisica e delle scienze naturali, il più importante dei quali fu il Rapport historique sur le progrès des sciences physiques depuis 1789, pubblicato nel 1810.
Prima della caduta di Napoleone (1814) Cuvier venne ammesso al Consiglio di Stato, e la sua posizione rimase tale anche in seguito alla restaurazione dei Borboni. Egli venne eletto rettore dell'università e con questa carica, ricoprì ad interim la funzione di presidente del Consiglio della Pubblica Istruzione, mentre, contemporaneamente, come luterano, fu soprintendente della Facoltà di Teologia Protestante.
Nel 1826, venne nominato gran ufficiale della Légion d'honneur; nel 1831 venne innalzato da Luigi Filippo di Francia al rango di pari di Francia e, in seguito, nominato presidente del Consiglio di Stato. All'inizio del 1832 Cuvier venne nominato Ministro dell'interno, ma morì a Parigi nel maggio dello stesso anno dopo una breve malattia. Dopo i funerali, venne sepolto nel cimitero di Père-Lachaise.
Cuvier fu il fondatore, in contrapposizione con Jean-Baptiste Lamarck, della teoria delle catastrofi naturali, secondo la quale la maggior parte degli organismi viventi nel passato sarebbero stati spazzati via da numerosi cataclismi e il mondo sarebbe stato ripopolato dalle specie sopravvissute.

## Opere
- (FR) Tableau élémentaire de l'histoire naturelle des animaux, Paris, François-Jean Baudouin, 1797.
- (FR) Règne animal distribué d'après son organisation, vol. 2, Paris, Jean-François-Pierre Deterville, 1817.
  - (FR) Règne animal distribué d'après son organisation, vol. 3, Paris, Jean-François-Pierre Deterville, 1817.
- (EN) Discours sur les révolutions de la surface du globe, et sur les changements qu'elles ont produits dans le régne animal, Edinburgh, William Blackwood, 1827.
- Discours sur les revolutions de la surface du globe, et sur les changemens qu'elles ont produits dans le regne animal, Firenze, Niccolò Conti, 1828.
  -  Discours sur les revolutions de la surface du globe, et sur les changemens qu'elles ont produits dans le regne animal, Firenze, Niccolò Conti, 1828.
- (EN) Règne animal distribué d'après son organisation, New York, G. Carvill & C. & H., 1833.
- (FR) Histoire des progrès des sciences naturelles, depuis 1789 jusqu'a ce jour, vol. 1, Bruxelles, Société belge de librairie, 1837.
  - (FR) Histoire des progrès des sciences naturelles, depuis 1789 jusqu'a ce jour, vol. 2, Bruxelles, Société belge de librairie, 1838.
- (FR) Mollusques, Paris, Baillière, 1868.